# Pepe Suero
José Suero Romero, de nombre artístico Pepe Suero (Lora del Río, 1947-Sevilla, 5 de julio de 2013), fue un cantautor andaluz nacido en Lora del Río, pero afincado desde su infancia en el barrio sevillano del Cerro del Águila. Dedicó su vida a transmitir a través de sus canciones "los valores más apreciados del ser andaluz": la solidaridad, la paz, la dignidad de los jornaleros, el apoyo al emigrante, la amistad, la lucha contra el racismo, entre otros. En sus inicios fue uno de los integrantes del grupo teatral La Cuadra de Sevilla, dirigido por Salvador Távora.

## Biografía
De formación autodidacta, Pepe Suero ha puesto música y letra a la mayor parte de sus canciones y también ha interpretado los poemas de algunos de los poetas andaluces más relevantes. La carrera de Pepe Suero es inseparable de la de uno de sus mejores amigos al que acompañó hasta el día de su muerte, el productor y compositor, Manuel Sánchez Pernía, que a través del disco "Andalucía la que Divierte" , un alegato contra la injusticia y la desigualdad de la Andalucía de la transición, impulsó su carrera artística.
A ello suma la originalidad de su flauta flamenca que interpretaba y su conocimiento del ritmo. Ha publicado más de 10 discos, entre los que destacan, además de Andalucía la que divierte (1978), Mi tierra es un potro (1982), Andalucía en la memoria (2002) y Utopía (2005). Su flauta tiene algo que conecta a este noble instrumento con el flamenco, en su vertiente más auténtica y popular. No sólo es la precisión técnica, sino la audacia, la creatividad, el calor y la sencillez, que con unas escasas pinceladas desgarra y acaricia a la vez.
"Conciencia de los jornaleros sin tierra, voz de los que no tienen voz, de los marginados y de aquellos a los que les es negado el grito", Pepe Suero lograba su mayor nivel artístico en el directo. Se le solicitaba especialmente en actos del movimiento pacifista y jornalero y solía poner su arte al servicio de colectivos como los enfermos de cáncer o los ancianos. Falleció en Sevilla el 5 de julio de 2013, a los 65 años.

### Medalla de Andalucía
Pepe Suero, fue galardonado con la Medalla de Andalucía en 2006. Para promover su candidatura, se recogieron más de 4.000 firmas de apoyo en toda la provincia de Sevilla, y quince ayuntamientos de la provincia de distinto signo político aprobaron en sus Plenos la propuesta. Pepe es un ejemplo de buen carácter, tolerancia, tranquilidad y humanidad.
Gran parte de su carrera musical la compartió con el guitarrista Jaime Burgos, también nacido en el barrio del Cerro del Águila, con él llegó a las cotas más altas musicalmente hablando.